# Astronomisk Ungdom

Astronomisk Ungdom (AU) är ett rikstäckande ideellt förbund för barn och ungdomar mellan 6 och 25 år med intresse för astronomi och rymdfart. Det är gratis att bli medlem i AU, och förbundet har 5244 medlemmar (2019). AU:s huvudsäte är i Stockholms gamla observatorium.
Förbundet bildades den 19 augusti 2012 och är Svenska Astronomiska Sällskapets ungdomsförbund. Årligen arrangeras flera rymd- och astronomiläger samt stjärnträffar, rymd- och astronomitävlingar, stipendieutdelningar, trottoarastronomi, poddradio, sommarforskarskolor med mera i hela Sverige.
Astronomisk Ungdom är indelat i en rad distrikt och medlemsföreningar av olika slag: lokalföreningar, gymnasieföreningar, studentföreningar samt temaföreningar. De är tillsammans cirka 50 stycken (2021).

## Förbundsordförande
- Mikael Ingemyr, 2012–2016
- Jennifer Andersson, 2016–2018
- Måns Holmberg, 2018–2020
- Louise Drevinger, 2020–2021[12]
- Gabriel Delerin, sedan 2021[13]

## Generalsekreterare
- Mikael Ingemyr, 2016-2024
- Hasti Khodabakhshi, 2024-

## Hedersmedlemmar
- Mikael Ingemyr, 2017
- Jennifer Andersson, 2021

## Rymdforskarskolan
Astronomisk Ungdom driver ett flertal olika verksamheter på gymnasienivå, varav den största heter Rymdforskarskolan (RFS). Rymdforskarskolan består av populärvetenskapliga föreläsningar i astronomi, rymdfysik och rymdteknik, laborationer, projekt, studiebesök samt sociala aktiviteter. Sommarlägret pågår i 10-14 dagar på flera olika lärosäten i Sverige. Första upplagan av RFS tog plats år 2016 och då endast i Stockholm. Sedan dess har Rymdforskarskolan utvecklats, växt och upprepats varje år sedan 2016. År 2020 blev dock Rymdforskarskolan inställd på grund av den pågående pandemin. År 2021 genomfördes sommarforskarskolan i Stockholm, Uppsala, Lund samt Göteborg.
Syftet med Rymdforskarskolan är att ge unga chansen att besöka ett urval av aktörer i rymdbranschen i Sverige, träffa nya vänner, lyssna till och bekanta sig med erkända forskare i intressanta naturvetenskapliga och tekniska områden samt att de ska få chansen att inspireras på ett av Sveriges främsta lärosäten. Alla elever bor tillsammans under hela programtiden och deltagandet är gratis.

## Stipendium
Astronomisk Ungdom delar varje år ut stipendier till gymnasieelever som vill åka till European Space Camp i Norge eller som har blivit antagna till AstroCamp i Portugal. Årligen delas det även ut ett hedersstipendium till en person som genom särskilda insatser har främjat intresset för och ökat kunskaperna inom astronomi och rymdfart hos barn och ungdomar i Sverige.

## Hedersstipendiater

### 2013
År 2013 utsåg AU:s styrelse Odd Minde till hedersstipendiat.
Odd Minde har genom sin drivkraft, entreprenörsanda och innovationsförmåga skapat stora möjligheter för unga att utveckla sitt intresse för astronomi och rymdfart. I sin roll som grundare av och projektledare för Rymdgymnasiet har Odd influerat en hel generation unga rymdintresserade.

### 2014
År 2014 utsåg AU:s styrelse Marie Rådbo till hedersstipendiat.
Marie Rådbo har i sin gärning som astronom och författare verkat för att göra astronomin tillgänglig för en bred publik. Genom sina populärvetenskapliga böcker, föredrag, medverkan i press, radio, och TV, har hon både inspirerat och spridit kunskap om rymden hos otaliga barn och unga.

### 2015
År 2015 utsåg AU:s styrelse Christer Fuglesang till hedersstipendiat.
Christer Fuglesang har som första svenske rymdfarare blivit en förebild och källa till inspiration för otaliga unga. Genom sina barnböcker och gedigna arbete med att popularisera rymdvetenskap har han spridit intresse och fascination för rymden i hela Sverige.

### 2016
År 2016 utsåg AU:s förbundsstyrelse Andrev Walden till hedersstipendiat.
Andrev Walden använder sin plattform som journalist för att väcka intresse för rymden hos en bred allmänhet. Genom att ge publicitet till astronomiämnet på ett såväl humoristiskt som lättillgängligt sätt har han verkat för att sprida nyfikenhet och fascination för rymden bland unga i hela Sverige.

### 2017
År 2017 utsåg AU:s förbundsstyrelse Ulf Danielsson, professor i teoretisk fysik vid Uppsala universitet, till hedersstipendiat.
Ulf Danielsson har, i sin roll som teoretisk fysiker och författare, varit en stor popularisator inom astronomi och fysik. Genom flertalet böcker, artiklar, föreläsningar, debatter och medverkan i radio & TV har han förmedlat sin kunskap om universum till allmänheten på ett inspirerande och tankeväckande sätt, och därigenom väckt såväl nyfikenhet som ett gediget intresse för vidare kunskap om rymden hos ungdomar över hela landet. Att få ta del av Ulf Danielssons filosofiska reflektioner och tankar kring världsrymden och människans plats i den har varit ett sant privilegium för otaliga unga i Sverige.

### 2018
År 2018 utsåg AU:s förbundsstyrelse Petter Bragée, programchef på SVT Malmö, till hedersstipendiat.
Petter Bragée skapade, skrev manus till, producerade och regisserade alla säsonger av TV-serierna Vintergatan, samt spinoff-serien Pax jordiska äventyr. Tillsammans står serierna för över ett decennium av galaktiska äventyr och har lett till ett brinnande rymdintresse hos en hel generation barn och unga i Sverige. Utan tvekan har Petter Bragées mästerverk bidragit stort till Astronomisk Ungdoms existens och framgång.

### 2019
År 2019 utsåg AU:s förbundsstyrelse Robert Cumming, chefredaktör för tidskriften Populär Astronomi, till hedersstipendiat.
Robert Cumming har som redaktör för tidskriften Populär Astronomi och som kommunikatör vid Onsala rymdobservatorium spridit intresse för rymden till en bred publik. Genom att kommunicera astronominyheter på ett populärvetenskapligt och lättillgängligt sätt har han bidragit till större kunskap och nyfikenhet för rymden bland unga i hela Sverige. Robert har även varit en känd förkämpe för jämställdhet och mångfald inom forskarvärlden. Dessutom myntade han termen Astronomisk Ungdom, för vilket Sveriges gemenskap för unga rymdintresserade är honom evigt tacksam.

### 2020
År 2020 utsåg AU:s förbundsstyrelse Susanna Lewenhaupt och Marcus Pettersson till hedersstipendiater.
Susanna Lewenhaupt och Marcus Pettersson har som initiativtagare, producenter samt programledare för podcasten “Har vi åkt till Mars än?” engagerat och inspirerat ungdomar att blicka upp mot stjärnorna och ställa in siktet på vår röda grannplanet, Mars. Med intressanta ämnen och en tydlig röd tråd fångar de lyssnare av olika kunskapsnivåer över generationsgränser. Deras brinnande intresse för rymdfart återspeglas starkt i de avsnitt som produceras. Med sin podcast har de på ett populärvetenskapligt och lättillgängligt vis bidragit till kunskap och intresse för rymden.